# Cantón de Autun-Sur
El cantón de Autun-Sur era una división administrativa francesa, que estaba situada en el departamento de Saona y Loira y la región de Borgoña.

## Composición
El cantón estaba formado por tres comunas, más una fracción de la comuna que le daba su nombre:
- Antully
- Autun (fracción)
- Auxy
- Curgy

## Supresión del cantón de Autun-Sur
En aplicación del Decreto n.º 2014-182 de 18 de febrero de 2014, el cantón de Autun-Sur fue suprimido el 22 de marzo de 2015 y sus 4 comunas pasaron a formar parte; dos del nuevo cantón de Autun-2, una del nuevo cantón de Autun-1 y la fracción de la comuna que le daba su nombre se unió con la otra fracción para que, por medio de una reestructuración cantonal, fueran creados los nuevos cantones de Autun-1 y Autun-2.